# Алеєво (Новотор'яльський район)
Але́єво (рос. Алеево, марій. Алеево) — присілок у складі Новотор'яльського району Марій Ел, Росія. Входить до складу Старотор'яльського сільського поселення.

## Населення
Населення — 92 особи (2010; 88 у 2002).
Національний склад (станом на 2002 рік):
- марійці — 100 %